# Ponte de Runyang
A Ponte de Runyang é uma ponte localizada em Nanjing, na China e cruza o rio Yangtzé. Essa ponte tem 35.660 metros de extensão (116,994 ft) e é a quarta maior ponte do mundo. A construção da ponte começou em outubro de 2000 e terminou no dia 30 de abril de 2005, quando foi inaugurada.
Teve um custo de 5,8 bilhões de Yuan (aproximadamente US$ 700.000.000).